# Пиннок, Кларк
Кларк Пиннок (англ. Clark H. Pinnock; 3 февраля 1937, Торонто, Онтарио, Канада — 15 августа 2010) — христианский богослов, апологет и писатель, почетный профессор систематического богословия в МакМастер Дивинити колледже.

## Образование
Пиннок родился в Торонто, Канада, 3 февраля 1937. Он вырос в либеральной баптистской церкви. Пиннок рассказывает, что в детстве у него было мало интереса к церкви. Хоть он и был воспитан в либеральной христианской среде, позднее он стал частью более широкой евангелической традиции, и исследовал реформатские, арминианские и пятидесятнические направления мысли.
Пиннок учился в программе Древнего Ближнего Востока в Университете Торонто и в 1960 году её окончил. Он был награждён стипендией Вудро Вильсона в Гарварде и стипендией Британского Содружества в Англии. Пиннок решил поехать в Англию, чтобы учиться в Манчестерском университете. Диссертация на соискание ученой докторскую степень была «Доктрина Святого Духа апостола Павла». Несколько лет спустя, в 1965 году, он поступил в Новом Орлеане в баптистскую богословскую семинарию. С 1969 по 1974 Пиннок преподавал в Тринити Евангеликал Дивинити Скул, Дирфилд, штат Иллинойс, а с 1974 по 1977 г. в Regent College в Ванкувере. Он преподавал в МакМастер Дивинити колледже с 1977 года вплоть до своей отставки в 2002 году.

## Богословие
Богословие Пиннока известно под именем открытый теизм. Его теология затрагивает в том числе следующие вопросы:
- может ли Бог быть воплощённым настолько, чтобы быть в состоянии адекватно относится к телесным созданиям,
- любящий Бог не желает постоянного существования смертного человеческого существа в вечном проклятии. Это аннигиляционистская точка зрения на ад, согласно которой, что неспасённые люди будут подвержены исчезновению, а не сознательным вечным мукам.

Эти богословские взгляды Пиннока подвергались сомнению с их совместимостью и утверждением Евангелического Богословского общества о библейской непогрешимости. В ноябре 2003 года был поставлен вопрос об исключении Пиннока вместе с Джоном Е. Сандерс из членов этой организации. Пиннок утверждал, что он подтвердил доктринальные заявления Общества. После уточнения его взглядов не удалось набрать две трети голосов для его удаления (67,1 % проголосовали за сохранение его в общество; Сандерс был сохранен при почти равном количестве голосов).

## Сочинения
- A Defense of Biblical Infallibility, Presbyterian & Reformed Publishing, Philadelphia, 1967.
- Set Forth Your Case, Craig Press, Nutley, New Jersey, 1968.
- Biblical Revelation: The Foundation of Christian Theology, Moody Press, Chicago, 1971.
- David F. Wells (eds), Toward a Theology for the Future, Creation House, Carol Stream, Illinois, 1971.
- Live Now, Brother, Moody Press, Chicago, 1972.
- Truth on Fire: The Message of Galatians, Baker Book House, Grand Rapids, 1972.
- Grace Unlimited, Bethany Fellwoship, Minneapolis, 1975.
- Reason Enough: A Case for the Christian Faith, InterVarsity Press, Downers Grove, 1980.
- The Scripture Principle, Harper & Row, San Francisco, 1984; revised with Barry L. Callen, Baker Academic, Grand Rapids, 2006.
- Three Keys to Spiritual Renewal, Bethany House, Minneapolis, 1985.
- The Grace of God, The Will of Man: A Case For Arminianism, Zondervan, Grand Rapids, 1989.
- Tracking the Maze: An Evangelical Perspective on Modern Theology, Harper & Row, San Francisco, 1990
- Delwin Brown, Theological Crossfire: An Evangelical-Liberal Dialogue, Zondervan, Grand Rapids, 1990.
- A Wideness in God’s Mercy: The Finality of Jesus Christ in a World of Religions, Zondervan, Grand Rapids, 1992.
- The Openness of God, InterVarsity Press, Downers Grove, 1994.
- Robert C. Brow, Unbounded Love: A good news theology for the twenty-first century, Paternoster, Carlisle UK/InterVarsity Press, Downers Grove, 1994.
- Flame of Love: A Theology of the Holy Spirit, InterVarsity Press, Downers Grove, 1996.
- John B. Cobb, Searching for an Adequate God: A Dialogue Between Process and Free Will Theists, Eerdmans, Grand Rapids, 2000.
- Most Moved Mover: A Theology of God’s Openness, Paternoster, Carlisle UK/Baker Books, Grand Rapids, 2001.